# Mosannona
Mosannona es un género de plantas fanerógamas perteneciente a la familia de las anonáceas. Son nativas de América central y meridional.

## Sistemática
El género fue descrito por Laurentius Willem Chatrou y publicado en Changing Genera. Systematic studies in Neotropical and West African Annonaceae 155. 1998. La especie tipo es: Mosannona papillosa Chatrou. 

### Lista de especies
Se reconocen 14 especies:
- Mosannona costaricensis (R.E. Fr.) Chatrou
- Mosannona depressa (Baill.) Chatrou
- Mosannona discolor (R.E. Fr.) Chatrou
- Mosannona garwoodii Chatrou & Welzenis
- Mosannona guatemalensis (Lundell) Chatrou
- Mosannona hypoglauca (Standl.) Chatrou
- Mosannona maculata Chatrou & Welzenis
- Mosannona pachiteae (D.R. Simpson) Chatrou
- Mosannona pacifica Chatrou
- Mosannona papillosa Chatrou
- Mosannona parva Chatrou
- Mosannona raimondii (Diels) Chatrou
- Mosannona vasquezii Chatrou
- Mosannona xanthochlora (Diels) Chatrou